# TTC Rot-Weiß Hamburg
Der Tisch-Tennis-Club Rot-Weiß Hamburg (kurz: TTC Rot-Weiß) war ein Tischtennisverein in Hamburg. Er war in den 1950er und 1960er Jahren neben dem Hamburger SV der dominierende Verein in dieser Sportart in Hamburg.

## Geschichte
Der TTC Rot-Weiß wurde 1934 vom Hamburger Tischtennisfunktionär Peter Jäckel (1903–1993) gegründet. Der Verein, in der Eppendorfer Martinistraße beheimatet, sah sich von Anfang an als Leistungssportverein, der die besten Hamburger Spieler vereinen wollte. Bereits nach kürzester Zeit war er auch neben dem Hamburger SV der erfolgreichste Hamburger Tischtennisverein. Mit Gründung der Oberliga Nord der Herren 1952 wurde er in diese Klasse aufgenommen. Erfolgreicher noch als die Herren waren die Damen, die – nachdem sie 1953 bereits Dritte geworden waren. – 1954 und 1955 mit den Spielerinnen Ursula Paulsen, Annegret Thöle, Lieselotte Haase, Paula Traut, Marion Jaedtka, Renate Lehmann, Christa Rehmke und Ursula Peters deutsche Mannschaftsmeisterinnen wurden. Als 1959 eine Oberliga Nord der Damen gebildet wurde, gehörte der TTC Rot-Weiß folgerichtig auch hier zu den Gründungsmitgliedern. Bis Ende der 1960er Jahre konnte der Club diese Spitzenstellung im Hamburger Bereich halten, ohne jedoch auf nationaler Ebene noch zu weiteren Titeln zu kommen. Als 1966 die Bundesliga der Herren und 1972 die Bundesliga der Damen gebildet wurde, verpasste der Verein jeweils die Qualifikation. Die Damen stiegen 1972 sogar erstmals aus der Oberliga Nord ab und konnten, nachdem Spitzenspielerin Ev-Kathleen Zemke zum Lokalrivalen Oberalster VfW wechselte, diese Klasse auch nie mehr erreichen. Die Herren spielten vorerst noch weiter überregional. 1975 wurde eine Spielgemeinschaft mit dem TSV Hohenhorst gebildet, die bis 1981 unter dem Namen Spielgemeinschaft Rot-Weiß Hohenhorst antrat. Nach dem Abstieg aus der Oberliga 1977 gelang 1979 noch einmal der Aufstieg in die nun Regionalliga Nord genannte zweithöchste deutsche Spielklasse. Nachdem sich die Mitgliederzahl des TTC Rot-Weiß, der außer in der Nachkriegszeit nur rudimentär Jugendarbeit betrieben hatte, rapide verringert hatte, löste er sich 1981 zugunsten des TSV Hohenhorst auf. In diesem Jahr war der Spielgemeinschaft gerade die Qualifikation für die Zweite Bundesliga gelungen.

## Erfolge
Der TTC Rot-Weiß Hamburg wurde zweimal Deutscher Mannschaftsmeister der Damen (1954 und 1955). Daneben wurde er viele Male Hamburger Mannschaftsmeister der Damen und auch der Herren.
Spieler des TTC Rot-Weiß erreichten aber auch in Einzelwettbewerben Erfolge auf nationaler Ebene. Bei den Deutschen Meisterschaften der Damen und Herren konnten folgende Spieler des TTC Rot-Weiß Medaillen erringen:
- Damen-Einzel: Ursula Paulsen Deutsche Meisterin 1954, Dritte 1955; Annegret Thöle Dritte 1956; Jutta Teller Dritte 1962
- Damen-Doppel: Ursula Paulsen/Annegret Thöle Deutsche Vizemeisterinnen 1954, Dritte 1955 und 1956 (Paulsen spielte 1956 schon für den HSV); Ursula Isler Zweite 1963 und, Dritte 1965 (jeweils mit Margrit Siebert); Ev-Kathleen Zemke/Ursula Isler Dritte 1964
- Gemischtes Doppel: Ursula Paulsen Deutsche Meisterin 1955 (mit Hans Rockmeier); Ev-Kathleen Zemke/Richard Peycke Dritte 1961; Jutta Teller Deutsche Meisterin 1962, Dritte 1963 (jeweils mit Hans Wilhelm Gäb)

Hinzu kommen noch diverse Titel bei norddeutschen und Hamburger Meisterschaften bis Anfang der 1970er Jahre.